# Tamopsis harveyi
Tamopsis harveyi är en spindelart som beskrevs av Baehr 1993. Tamopsis harveyi ingår i släktet Tamopsis och familjen Hersiliidae.
Artens utbredningsområde är Northern Territory, Australien. Inga underarter finns listade i Catalogue of Life.